# Азаново (Марий Эл)
Азаново — село в Медведевском районе Республики Марий Эл России. Административный центр одноимённого сельского поселения. Численность населения — 1768 (2021) человек.

## Географическое положение
Находится в 34 км на северо-восток от административного центра района пгт. Медведево и в 30 км на северо-восток от столицы республики города Йошкар-Ола.
Расположено по обоим берегам реки Монага.
В 3 км к северу от села проходит автомобильная дорога регионального значения Йошкар-Ола — Уржум.

## История
Название, по преданию, восходит к появлению первопоселенца Азана. Это имя заимствовано из арабского языка, встречалось у марийцев, татар, удмуртов, чувашей.
В списках селений Царевококшайского уезда 1723 года село именовалось деревней Озановы, в ней было 25 дворов, 19 жилых, 58 душ мужского пола, по национальности — мари. В 1763 году село называлось Сретенское, проживали 12 мужчин, все мари.
В центре села возвышалась церковь во имя Сретения Господня, построенная в 1801 году на средства удельного крестьянина Василия Матвеева. В 1861 году пристроили придельную церковь с колокольней, так же на пожалование крестьянина Алексея Семёновича Богомолова. По названию церкви и село называлось иногда Сретенское.
От храма лучеобразно расходились несколько улиц, называемых краями. По правому берегу реки Манаги — Ясачный край, теперь улица Советская. Первыми жителями её были Поповы, Лебедевы, Кудряшовы. Они платили подать не русскому царю, а татарскому хану. Да и название Азаново, по другой версии, идёт от татарского слова «азан», то есть громкий клич, созывающий мусульман на молитву. Перпендикулярно Ясачному краю располагался Удельный край, сейчас улица Октябрьская. Первыми прибыли сюда Богомоловы, удельные крепостные крестьяне. Через овраг от них была Слободка (переулок Лесной). По ней проходила дорога в деревню Петриково. На другом берегу реки Манаги была Горка, где жили Лебедевы и Богомоловы. И справа от неё — Мишканка (ныне улица Эшпая).
В 1878 году было открыто сельское церковно-приходское училище, где преподавала Александра Бабина, дочь царевококшайского мещанина.
Школа располагалась в специальном доме, построенном на средства общества. Через 10 лет в ней обучались 44 мальчика и 3 девочки.
В 1895 году село Азаново входило в Нердашевское сельское общество Петриковской волости, в селе — 169 жителей: 78 мужчин и 91 женщина, по национальности — русские.
С 1907 года в медпункте работал известный на всю округу Иван Васильевич Селиванов.
В 1914 году построена земская школа на 100 ученических мест. Впоследствии учебное заведение преобразовали в школу I ступени. В ликпункте обучали грамоте взрослых.
В 1919—1921 годах в селе в 62 дворах проживали 337 человек, рост населения за первую четверть XX века составил 168 человек. Это можно объяснить тем, что во время проведения Столыпинской реформы несколько улучшилось состояние крестьянских хозяйств, повысился интерес крестьян к ведению более прогрессивного земледелия.
Вскоре после революции 1917 года в Азанове был открыт народный дом. При нём организован драмкружок. В 1925 году из Ронги в Азаново перевели кантонную библиотеку.
В 1919 году создана трудовая артель. Семь человек занимались перевозкой грузов. Артель имела официальное разрешение, была зарегистрирована Краснококшайским уездным комиссаром труда. Через несколько лет здесь основано кооперативное объединение «Якорь», которое снабжало население товарами первой необходимости, а также способствовало повышению земледельческой культуры в сельском хозяйстве и развитию просвещения.
Весной 1925 года Азановскому кредитному обществу был передан один из трёх тракторов, появившихся в Марийской автономной области.
В 1927 году в селе Азаново были зарегистрированы кредитное сельскохозяйственное товарищество «Трактор», в которое вошло 28 селений; и пчеловодческое товарищество «Разумное дело», в которое вошло четыре селения.
Здесь состоялись сельскохозяйственные выставки, конная выставка, целью которой было «показать населению качество производителей и экспонатов молодняка». Именно в эти годы на заседании секции районирования и совстроительства Мароблплана принято решение о том, что центром Азановского района становится село Азаново.
В 1918 году создан сельский комитет Азановского района под председательством Степана Лебедева. Позднее он назывался Совет рабочих, крестьянских и красноармейских депутатов.
В 1921 году открылся фельдшерский участок, в 1929 году — врачебная амбулатория, и в 1935 году во вновь построенном здании больницы трудились врач, два фельдшера, акушерка и медсестра. Во время войны работал зубной кабинет.
В Азанове колхоз организовали в 1930-е годы. Обобществили скот, инвентарь: сенокосилку, льномялку, двигатель, 5 механических молотилок. При коллективизации не обошлось без репрессий.
В 1940 году церковь была закрыта, здание передано под клуб, а затем под спичечную фабрику.
В 1942 году школа стала семилетней, в 1969 году — средней общеобразовательной.
В 1950-х годах в связи с укрупнением образовался колхоз «Путь к коммунизму», в 1960 году он вошёл в состав совхоза «Семёновский», а в 1961 году был создан самостоятельный совхоз «Азановский», директором которого на протяжении 34 лет был Герой Социалистического Труда Голубев Михаил Михайлович.
В 1972 году построено отдельное деревянное здание библиотеки.
С 1976 года работает филиал Ежовской детской школы искусств.
В декабре 1983 года библиотека была переведена в новое здание Центр досуга. В нём работают до 20 кружков художественной самодеятельности.
В 1989 году построено новое кирпичное здание участковой больницы.
В 1995 году церковь отреставрирована и восстановлена.
По состоянию на 1 января 2002 года в селе проживало 1872 человека, в том числе мари — 1405, русских — 413, татар — 19, чувашей — 15, других национальностей — 20.

## Население
| 2010  | 2011  | 2012  | 2013  | 2014  | 2018  | 2020  |
| ----- | ----- | ----- | ----- | ----- | ----- | ----- |
| 1764  | ↗1874 | ↘1808 | ↗1851 | ↘1811 | ↗1880 | ↘1769 |
| 2021  |       |       |       |       |       |       |
| ↘1768 |       |       |       |       |       |       |

Национальный состав
| № |         | Численность населения, чел. (2015) | % от всего |
| - | ------- | ---------------------------------- | ---------- |
|   | всего   | 1875                               | 100,00 %   |
| 1 | Марийцы | 1270                               | 67,73 %    |
| 2 | Русские | 540                                | 28,80 %    |
| 3 | Татары  | 15                                 | 0,80 %     |
| 3 | Чуваши  | 15                                 | 0,80 %     |
| 5 | другие  | 35                                 | 1,87 %     |

## Экономика

### Сельское хозяйство
- Отделение № 3 племзавода «Семёновский».

### Торговля
Магазины продуктов: «Татьяна», «Продукты», «Теплица», «Звениговский».

## Культура и образование

### Культура
- Азановский центр культуры.
- Азановский филиал Ежовской детской школы искусств.
- Азановская библиотека.

### Образование
- Азановская средняя общеобразовательная школа.
- Азановский детский сад «Колосок».

## Здравоохранение
- Азановская участковая больница.
- Аптека

## Известные люди
В Азаново проживали:
- Виктор Антонович Тёмин — советский фотокорреспондент. Провёл детство в Азанове.
- Михаил Михайлович Голубев — Герой Социалистического Труда, директор Госплемзавода «Азановский».
- Клавдия Семёновна Васильева — монтажница, сборщица завода полупроводниковых приборов, ударник коммунистического труда, кавалер ордена Славы III степени, избиралась депутатом Верховного Совета Марийской АССР.
- Людмила Николаевна Хохлова — ведущая солистка Пермского театра оперы и балета, заслуженный деятель искусств Республики Марий Эл.
- Татьяна Семёновна Регельская — лучшая фрезеровщица завода полупроводниковых приборов, ударник коммунистического труда, кавалер ордена Трудового Красного Знамени, была членом Марийского обкома партии.
- Алексей Иванович Богомолов — доктор геологоминералогических наук, профессор Ленинградского госуниверситета.
- Николай Иванович Богомолов — профессор Киевского государственного университета.
- Регельских Михаил Ильич — во время первой мировой войны за спасение жизни командира был награждён Георгиевским крестом[11].
- Фёдор Карпович Попов — отличился в ратных подвигах во время русско-турецкой войны, полный Георгиевский кавалер, получил дворянское звание[12].
- Яков Александрович Богомолов — награждён Георгиевским крестом в первую мировую войну.